# Ludwig IV. (Liegnitz)
Ludwig IV. von Liegnitz (* 19. April 1616 in Brieg; † 24. November 1663 in Liegnitz) war 1639–1653 in gemeinschaftlicher Regentschaft mit seinen Brüdern Georg III. und Christian Herzog von Brieg. Nach der 1653 erfolgten Erbteilung fiel ihm Liegnitz zu, das er bis zu seinem Tod 1663 allein regierte. 

## Herkunft und Familie
Ludwig entstammte dem Liegnitzer Zweig der Schlesischen Piasten. Seine Eltern waren der Brieger Herzog Johann Christian und dessen erste Frau Dorothea Sybille, die eine Tochter des Kurfürsten Johann Georg von Brandenburg war.
Am 8. Mai 1649 heiratete Ludwig IV. in Brieg Anna Sophie (1628–1666), Tochter des Herzogs Johann Albrecht II. von Mecklenburg-Güstrow aus dessen dritter Ehe mit Eleonora Maria von Anhalt-Bernburg. Eleonora Maria war eine Cousine von Ludwigs Vater und somit Ludwigs Tante zweiten Grades (auch Großcousine). Der Ehe entstammte der einzige Sohn Christian Albert, der am 7. November 1651 geboren wurde und am 20. Januar 1652 verstarb.

## Leben
Nach der Flucht seines Vaters Johann Christian 1633 nach Thorn wurden auch Ludwig und sein älterer Bruder Georg III., die sich zum Studium im Ausland befanden, dorthin beordert, wo sie die weitere Entwicklung abwarten sollten. Nachdem am 11. Juli 1634 die evangelischen Stände den abwesenden Herzog Johann Christian zum Direktor des Schlesischen Fürstentages wählten, kehrte die Familie nach Brieg zurück. Als der Vater Anfang Januar 1635 neuerlich ins Exil nach Thorn ging, ließ er Ludwig sowie seinen Bruder Georg, den er 1637 zu seinem Statthalter ernannte, in Brieg zurück, wohin 1638 auf Veranlassung des Vaters auch der jüngste Bruder Christian zurückkehrte.
Nach dem Tod des Vaters Johann Christian 1639 erbten Ludwig und seine beiden Brüder Georg und Christian das Herzogtum Brieg sowie Ohlau, das testamentarisch jedoch ihrer Mutter als Wittum zugewiesen wurde. Sie regierten ihren Besitz zunächst gemeinsam. Eine Teilung lehnten sie vorerst ab, da ihr relativ kleines Erbe zusätzlich mit einer Abfindung für die von der Nachfolge ausgeschlossenen Geschwister aus der zweiten Ehe des Vaters belastet war. Erst nachdem ihnen 1653 nach dem Tod ihres kinderlos verstorbenen Onkels Georg Rudolf das Herzogtum Liegnitz mit Wohlau zufiel, teilten sie den Besitz. Ludwig erhielt Liegnitz, Georg erhielt Brieg und Christian Wohlau und Ohlau. Seit 1644 war Friedrich von Logau herzoglicher Rat von Herzog Ludwig, mit dem er 1653 nach Liegnitz übersiedelte, wo er im selben Jahr die Sammlung „Deutscher Sinngedichte drei Tausend“ veröffentlichte. 1648 wurde Ludwig unter der Bezeichnung „Der Heilsame“ Mitglied der Fruchtbringenden Gesellschaft.
1656 genehmigte Ludwig in Kriegheide den Bau einer evangelischen Kirche, die für mehr als 60 Gemeinden des benachbarten Herzogtums Glogau als sogenannte Grenzkirche diente.
Nach Ludwigs Tod, der 1663 ohne Nachkommen starb, erbte Liegnitz der älteste Bruder Georg III., der ihm jedoch schon ein Jahr später im Tod folgte. Er wurde von dem jüngsten Bruder Christian beerbt, der dadurch die Liegnitzschen Teilherzogtümer in einer Hand vereinen konnte.